# 神の国 (エルガー)
『神の国』（かみのくに、The Kingdom）作品51は、エドワード・エルガーが作曲した複数の独唱者、合唱と管弦楽のためのオラトリオ。
初演は1906年10月3日のバーミンガム音楽祭において行われ、作曲者自身が指揮するとともに、独唱者としてアグネス・ニコルズ、マリエル・フォスター、ジョン・コーツ、ウィリアム・ヒグリーが舞台に立った。曲は「A. M. D. G.」へと捧げられている。

## 概要
『ゲロンティアスの夢』や『使徒たち』に続き、バーミンガム・トリエンナーレ音楽祭は1906年の音楽祭へ向けてエルガーに新しいオラトリオの作曲を委嘱した。こうして生まれた『神の国』もまた、イエスの弟子たちの説話を扱った作品となった。内容は初期の教会組織、ペンテコステとその後の数日間に関するものである。
エルガーは、十二使徒を想像を超えた出来事に呼応する普通の人間として描くという構想を、数年来温め続けていた。このアイデアはひとつの作品のうちに収まりきらなかった。『神の国』は『使徒たち』に続くものとして書かれており、エルガーは後年この2作品を三部作の最初の2つの部分であると考えていた。すなわち『神の国』は緩徐楽章に相当する部分ということになる。三部作の完結作としては『最後の審判』が計画されていたものの、これが完成されることはなかった。
音楽としてのスケッチが開始されたのは1902年のことであり、一部は『使徒たち』よりも早く完成していた。1906年からは真剣な作曲作業が開始され、自信をもって一気に書き上げられた。
エルガー自身の指揮による初演は成功を収め、続く11月にはロンドン初演も行われた。指揮者のユリウス・ブーツはドイツ語へと翻訳を行っている。
この作品は『ゲロンティアスの夢』ほどの頻度ではないにせよ、特にイングランド国内では優れた合唱団体に歌われ続けている。エイドリアン・ボールトなどのエルガーの熱心な擁護者の中には、この作品が『ゲロンティアスの夢』すらも凌ぐほどの首尾一貫した質の高さを有する、エルガーの合唱作品における最高傑作であると考える者もいた。
エルガーはアマチュアの化学者であったため、この作品の草稿原本は彼の自宅の実験室で調製された化学物質で染色されている。

## 楽器編成
大規模な管弦楽団、2群の合唱、小合唱、独唱4（ソプラノ：聖母マリア、アルト：マグダラのマリア、テノール：聖ヨハネ、バス：聖ペトロ）

## 構成
曲は5つの部分から成り、前奏曲に始まり連続して演奏される。テクストは使徒言行録からエルガーが抜粋したものであるが、福音書をはじめとする他の資料から採られている部分もある。
1. In the Upper Room 弟子たちが集まり、新たな使徒としてマティアが選ばれる。
2. At the Beautiful Gate 2人のマリアが寺院でのイエスの言行を思い出す。
3. Pentecost 弟子たちの元に聖霊が現れ、弟子たちは大衆に説教を行う。
4. The Sign of Healing ペトロとヨハネは足の不自由な男を癒し、収監される。
5. The Upper Room ペトロとヨハネが釈放される。弟子たちはパンを砕き、『主の祈り』を唱える。

エルガーの他の円熟期のオラトリオ同様、前奏曲では主要主題の導入が行われて曲の雰囲気が形成される。音楽は抒情的かつ神秘的で、『使徒たち』と比較すると物語的な要素は後退している。曲とのクライマックスとなるのはペンテコステの描写、2人のマリアによるアリア「The sun goeth down」、そして『主の祈り』に付された祈祷の音楽である。